# Euthalia vallona
Euthalia vallona är en fjärilsart som beskrevs av Hans Fruhstorfer 1913. Euthalia vallona ingår i släktet Euthalia och familjen praktfjärilar. Inga underarter finns listade i Catalogue of Life.